# Spartak Petrowitsch Mironowitsch
Spartak Petrowitsch Mironowitsch (russisch Спартак Петрович Миронович; * 20. Juni 1938 in Magnitogorsk, Sowjetunion) ist ein belarussischer Handballtrainer.

## Leben
Mironowitsch studierte am Pädagogischen Institut in Gomel.
Von 1976 bis 2016 war er Cheftrainer des Handball-Teams SKA Minsk. Unter seiner Führung konnte das Team zahlreiche Erfolge erringen, darunter mehrfach Meisterschaften der UdSSR und von Belarus, den Europapokal der Landesmeister, den Europapokal der Pokalsieger sowie den EHF Challenge Cup.
Ab 1986 war er auch Trainer der UdSSR-Nationalmannschaft, mit der er 1988 Olympiasieger in Seoul wurde, und der GUS-Nationalmannschaft, mit der er 1992 Olympiasieger in Barcelona wurde. Von 1991 bis 1997 war er Mitglied des Nationalen Olympischen Komitees von Belarus und war ebenfalls Trainer der Herren-Handballnationalmannschaft von Belarus.
Seit 2016 ist er Ausbilder für Handballtrainer an der Kinder- und Jugendsportschule in Minsk.

## Erfolge als Trainer

### Mit SKA Minsk
- Europapokal der Landesmeister 1987, 1989, 1990
- Europapokal der Pokalsieger (1983, 1988)
- EHF Challenge Cup: 2013
- Super Cup Gewinner (1989)
- Meister der UdSSR (1981, 1984, 1985, 1986, 1988, 1990)
- Vizemeister der UdSSR (1982, 1983, 1987, 1990, 1991)
- Gewinner des UdSSR-Pokal (1980, 1981, 1982)
- Belarussischer Meister (1993, 1994, 1995, 1996, 1997, 1998, 1999, 2000, 2001, 2002)
- Belarussischer Pokalsieger (1998, 1999, 2000, 2001, 2002, 2006, 2012)

### Mit Nationalmannschaften
- Olympiasieger 1988 in Seoul mit der UdSSR
- Olympiasieger 1992 in Barcelona mit den GUS-Staaten
- WM-Silbermedaillengewinner (1990)
- Silbermedaillen-Gewinner des Super Cup (1983)
- Gewinner der Goodwill Games (1986, Moskau und 1990, Seattle, WA)
- Junioren-Weltmeister mit der UdSSR 1977, 1979, 1983 und 1985